# 増田周子
増田 周子（ますだ ちかこ、1968年9月 -　）は、日本近代文学研究者・書誌学者。学位は、文学博士（関西大学・1999年）（学位論文「宇野浩二文学の書誌的研究」）。関西大学教授。

## 略歴
北九州市生まれ。本姓・依岡。大阪府立北野高等学校卒。1992年関西大学文学部国文科卒、1997年同大学院文学研究科博士後期課程単位取得退学、徳島大学総合科学部専任講師、1999年「宇野浩二文学の書誌的研究」で関西大学より文学博士の学位を取得。2001年関西大学助教授、2008年教授。2011年度より織田作之助賞選考委員。

## 著書
- 『宇野浩二文学の書誌的研究』和泉書院 近代文学研究叢刊 2000
- 『1955年「アジア諸国会議」とその周辺 火野葦平インド紀行』関西大学東西学術研究所 2014

### 共著・編纂
- 『宇野浩二書簡集 作家の書簡と日記シリーズ』編 和泉書院 2000
- 『四国近代文学事典』浦西和彦,堀部功夫共著 和泉書院 和泉事典シリーズ 2006
- 『朝のように花のように 谷澤永一追悼集』浦西和彦共編 論創社 2013
- 『大阪の小説家と映画』笹川慶子共編著 関西大学大阪都市遺産研究センター 大阪都市遺産研究叢書 別集 2　2013
- 『大阪文藝雑誌総覧』浦西和彦,荒井真理亜共著 和泉書院 大阪叢書 2013
- 『織田作之助と大阪』編 橋寺知子,笹川慶子, 岩田陽子著 関西大学大阪都市遺産研究センター 大阪都市遺産研究叢書 別集 2013
- 『戦争の記録と表象 日本・アジア ・ヨーロッパ』編著 関西大学東西学術研究所 2013

## 論文
- 増田周子